# Gruszyczka

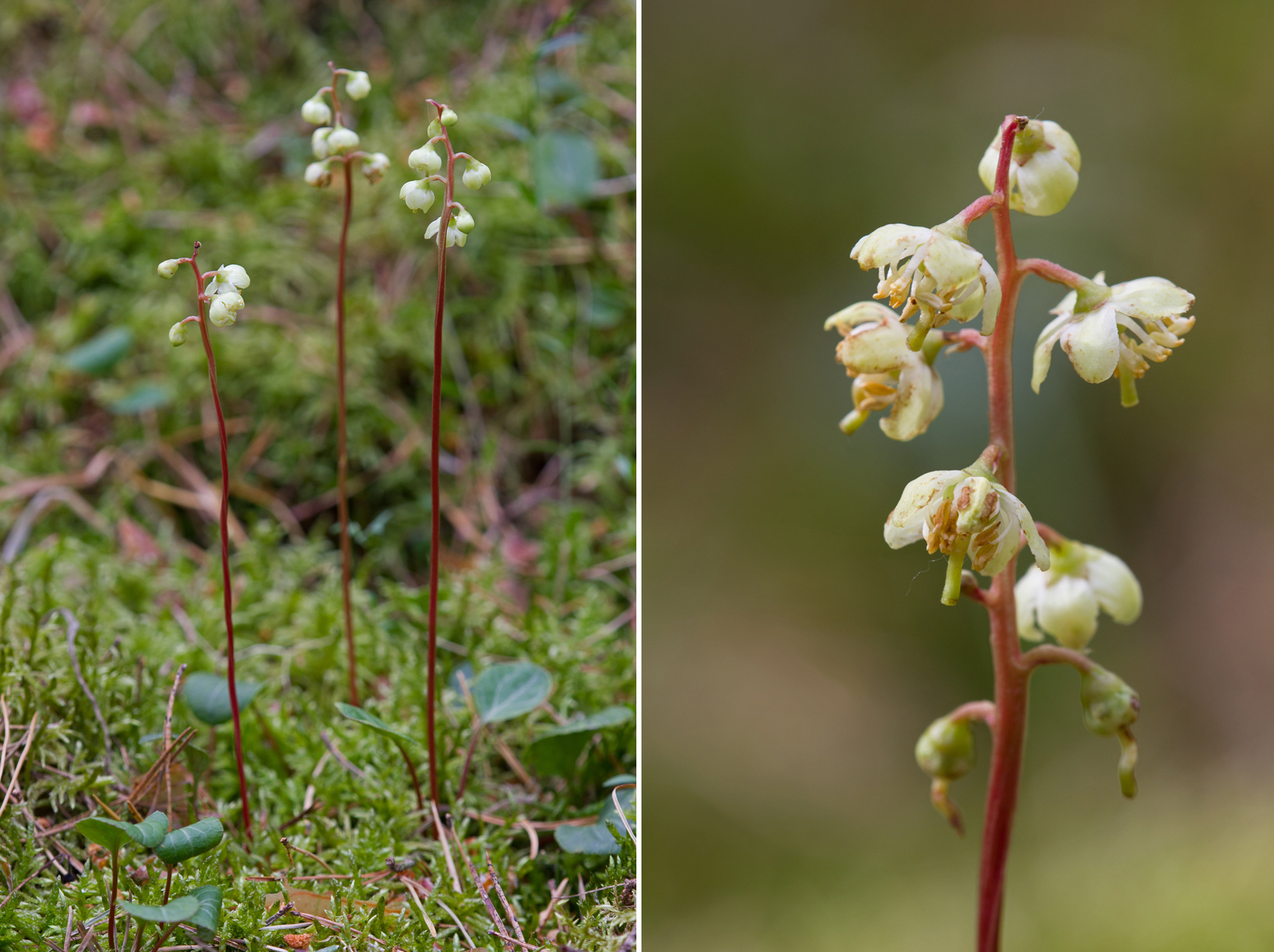
Gruszyczka zielonawa

Gruszyczka (Pyrola L.) – rodzaj roślin z rodziny wrzosowatych (Ericaceae). Obejmuje 40 gatunków. Występują one w Europie, Azji i Ameryce Północnej, głównie w północnej części tych kontynentów, ale także sięgając na południu do Gwatemali na kontynencie amerykańskim i Sumatry w Azji. We florze polskiej występuje 5 gatunków: gruszyczka karpacka P. carpatica, mniejsza P. minor, okrągłolistna P. rotundifolia, średnia P. media  i zielonawa P. chlorantha. Rośliny te zasiedlają bory sosnowe i widne, kwaśne lasy, także wrzosowiska i zagłębienia międzywydmowe.

## Morfologia
PokrójByliny o płożących kłączach i prosto wzniesionych, nierozgałęzionych i bezlistnych w górze łodygach (u nasady często z łuskami), osiągające do 30 cm wysokości. Pędy są nagie, zwykle zimozielone.
LiścieSkrętoległe, zwykle wszystkie odziomkowe i ogonkowe, czasem zredukowane do łusek. Blaszka od nerkowatej, poprzez okrągłą, jajowatą do eliptycznej. Zwykle mniej lub bardziej skórzasta, od spodu jasnozielona, od góry ciemnozielona, całobrzega, ząbkowana lub piłkowana.
KwiatyLiczne, zwisające w gronach na prosto wzniesionej łodydze. Kwiaty promieniste (tylko u P. minor grzbieciste). Kielich 5-działkowy, trwały, z działkami zwykle niewielkimi, trójkątnymi, jajowatymi do lancetowatych. Korona kwiatu szerokodzwonkowata składa się z 5 białych, zielonkawobiałych, żółtawych lub czerwonawych płatków. Pręcików jest 10, słupek okazały, zalążnia górna, powstaje z 5 owocolistków.
OwoceZwisające torebki z niepełnymi 5 przegrodami, pękające podłużnie, zawierające setki drobnych nasion.

## Systematyka
Rodzaj z plemienia Pyroleae, podrodziny Monotropoideae w rodzinie wrzosowatych Ericaceae. W obrębie plemienia Pyroleae rodzaj gruszyczka Pyrola jest siostrzana względem pary rodzajów gruszycznik Moneses i pomocnik Chimaphila, zaś pozycję bazalną względem tych trzech rodzajów zajmuje gruszynka Orthilia. W tradycyjnym, szerokim ujęciu systematycznym do rodzaju Pyrola włączane były gatunki z rodzajów Orthilia i Moneses, co wobec wyodrębniania rodzaju pomocnik Chimaphila, czyniło z tego rodzaju takson parafiletyczny. 
Wykaz gatunków
- Pyrola alboreticulata Hayata
- Pyrola alpina Andres
- Pyrola americana G.Don
- Pyrola angustifolia (Alef.) Hemsl.
- Pyrola aphylla Sm.
- Pyrola asarifolia Michx.
- Pyrola atropurpurea Franch.
- Pyrola calliantha Andres
- Pyrola carpatica Holub & Křísa – gruszyczka karpacka
- Pyrola chlorantha Sw. – gruszyczka zielonawa
- Pyrola chouana Chang Y.Yang
- Pyrola corbierei H.Lév.
- Pyrola crypta Jolles
- Pyrola dahurica (Andres) Kom.
- Pyrola decorata Andres
- Pyrola dentata Sm.
- Pyrola elegantula Andres
- Pyrola elliptica Nutt.
- Pyrola faurieana Handres
- Pyrola forrestiana Andres
- Pyrola × graebneriana Seemen
- Pyrola grandiflora Radius
- Pyrola japonica Alef.
- Pyrola karakoramica Křísa
- Pyrola macrocalyx Ohwi
- Pyrola markonica Y.L.Chou & R.C.Zhou
- Pyrola mattfeldiana Andres
- Pyrola media Sw. – gruszyczka średnia
- Pyrola minor L. – gruszyczka mniejsza
- Pyrola morrisonensis (Hayata) Hayata
- Pyrola norvegica Knaben
- Pyrola picta Sm.
- Pyrola renifolia Maxim.
- Pyrola rotundifolia L. – gruszyczka okrągłolistna
- Pyrola rugosa Andres
- Pyrola shanxiensis Y.L.Chou & R.C.Zhou
- Pyrola sororia Andres
- Pyrola subaphylla Maxim.
- Pyrola sumatrana Andres
- Pyrola szechuanica Andres
- Pyrola tschanbaischanica Y.L.Chou & Y.L.Chang
- Pyrola xinjiangensis Y.L.Chou & R.C.Zhou